# Firovskij rajon
Il Firovskij rajon (in russo Фировский район?) è un rajon dell'Oblast' di Tver', nella Russia europea; il capoluogo è Firovo. Istituito nel 1935, ricopre una superficie di 1.747 chilometri quadrati.